# Codi ATC M01
El  codi ATC M01, descrit com Productes antiinflamatoris i antireumàtics, és una subgrup terapèutic de l'Anatomical, Therapeutic, Chemical Classification System (ATC). La classificació ATC és un sistema de codis alfanumèric desenvolupat per l'Organització Mundial de la Salut (OMS) per als fàrmacs i altres productes sanitaris. El subgrup M01 és part del grup anatòmic M Sistema musculoesquelètic.

Els codis per a ús veterinari (codis ATCvet) poden han estat creats afegint la lletra Q davant dels codis ATC humans: QM01... 
Les adaptacions estatals de la classificació ATC poden incloure codis addicionals no presents en aquesta llista, que segueix la versió de l'OMS.

## M01A Productes antiinflamatoris i antireumàtics no esteroidals
M01A A Butilpirazolidines
M01A B Derivats de l'àcid acètic i substàncies relacionades
M01A C Oxicams
M01A I Derivats de l'àcid propiònic
M01A G Fenamats
M01A H Coxibs
M01A X Altres agents antiinflamatoris i antireumàtics no esteroidals

## M01B Agents antiinflamatoris/antireumàtics en combinació
M01B A Agents antiinflamatoris/antireumàtics en combinació amb corticoesteroides
M01B X Altres agents antiinflamatoris/antireumàtics en combinació amb altres drogues

## M01C Agents antireumàtics específics
M01C A Quinolines
M01C B Preparats d'or
M01C C Penicil·lamina i agents similars
M01C X Altres agents antireumàtics específics